# Ботамойнацький сільський округ
Ботамойна́цький сільський округ (каз. Ботамойнақ ауылдық округі, рос. Ботамойнакский сельский округ) — адміністративна одиниця у складі Байзацького району Жамбильської області Казахстану. Адміністративний центр — село Байзак.
Населення — 6574 особи (2021; 4579 у 2009, 3422 у 1999, 2862 у 1989).
Станом на 1989 рік існувала Кенеська сільська рада (села Кенес, Красна Зоря, Свердлово, селище Учбулак). 1993 року села Красна Зоря та Кенес були об'єднані у село Байзак. 1997 року до складу округу було включено ліквідований Жанатурмиський сільський округ, а також Акбулимський сільський округ сусіднього Жамбильського району. Того ж року Жанатурмиський сільський округ був відновлений. Пізніше Акбулимський сільський округ був відновлений і повернутий до складу Жамбильського району.

## Склад
До складу округу входять такі населені пункти:
| Населений пункт           | Старі назви | Населення, осіб (1989) | Населення, осіб (1999) | Населення, осіб (2009) | Населення, осіб (2021) |
| ------------------------- | ----------- | ---------------------- | ---------------------- | ---------------------- | ---------------------- |
| Байзак, село              | -           | -                      | 2784                   | 3884                   | 5850                   |
| --Кенес, село             | -           | 1082                   | -                      | -                      | -                      |
| --Красна Зоря, село       | -           | 1235                   | -                      | -                      | -                      |
| Ботамойнак, село          | Свердлово   | 206                    | 446                    | 485                    | 510                    |
| Учбулак, станційне селище | -           | 339                    | 192                    | 210                    | 214                    |